# St. Johannes Baptist (Meringerzell)

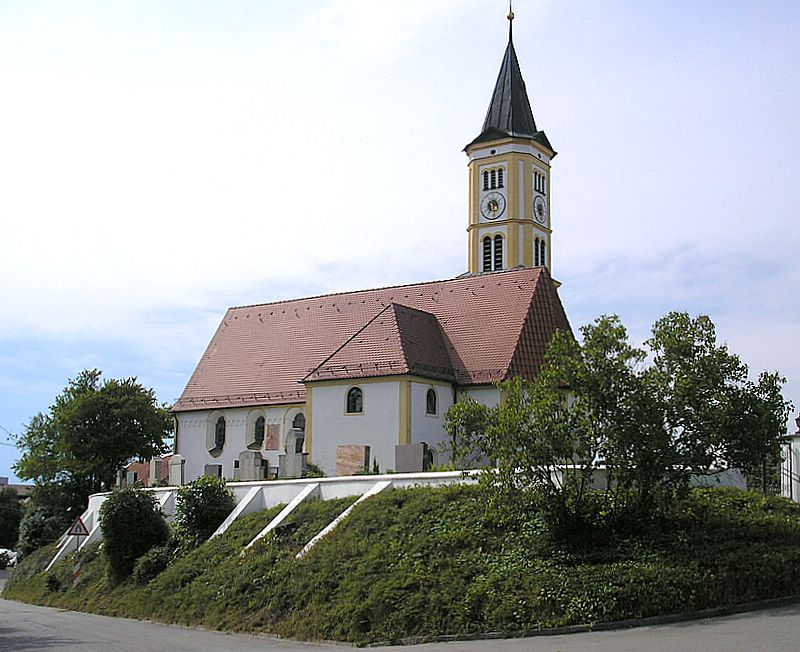
Filialkirche St. Johannes Baptist, Gesamtansicht von Südosten

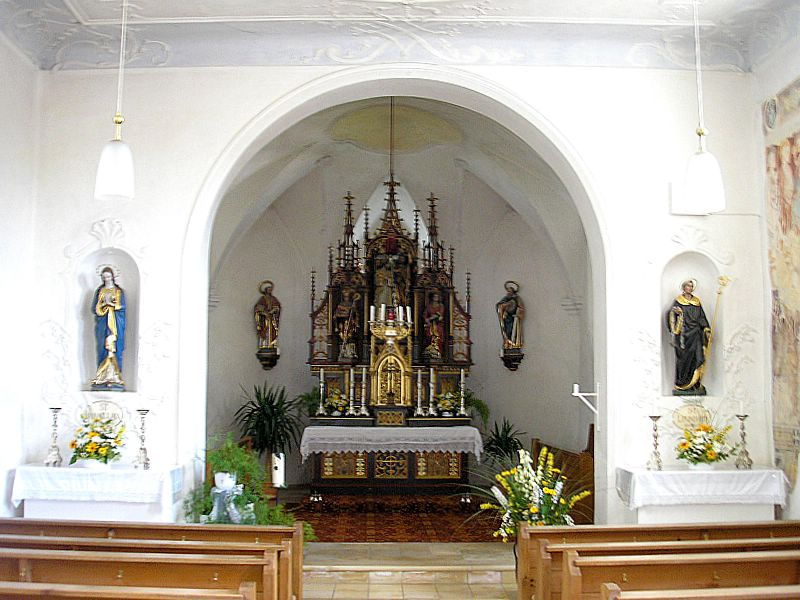
Innenansicht nach Osten

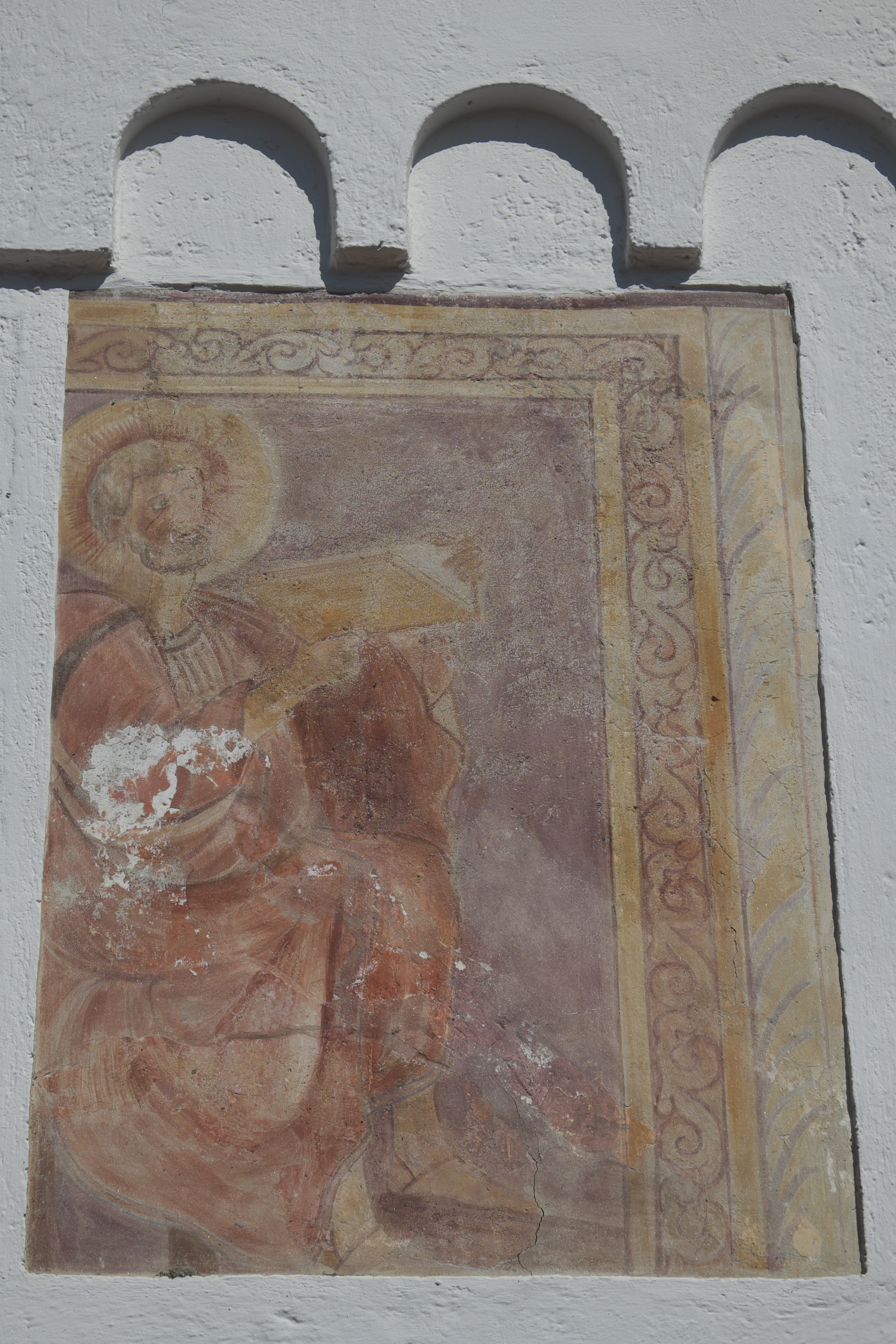
Malereifragment über dem Eingang

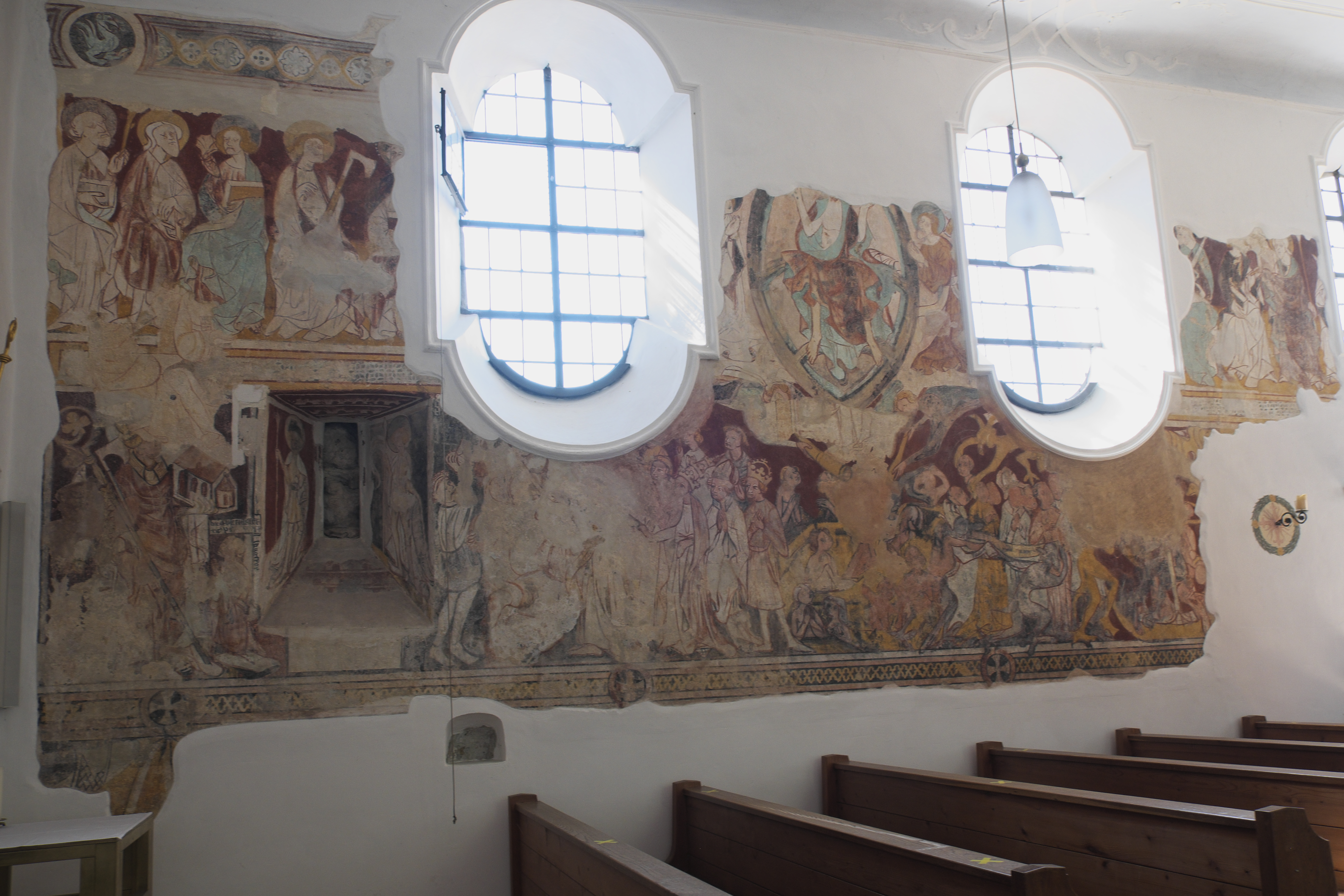
Jüngstes Gericht (Südwand)

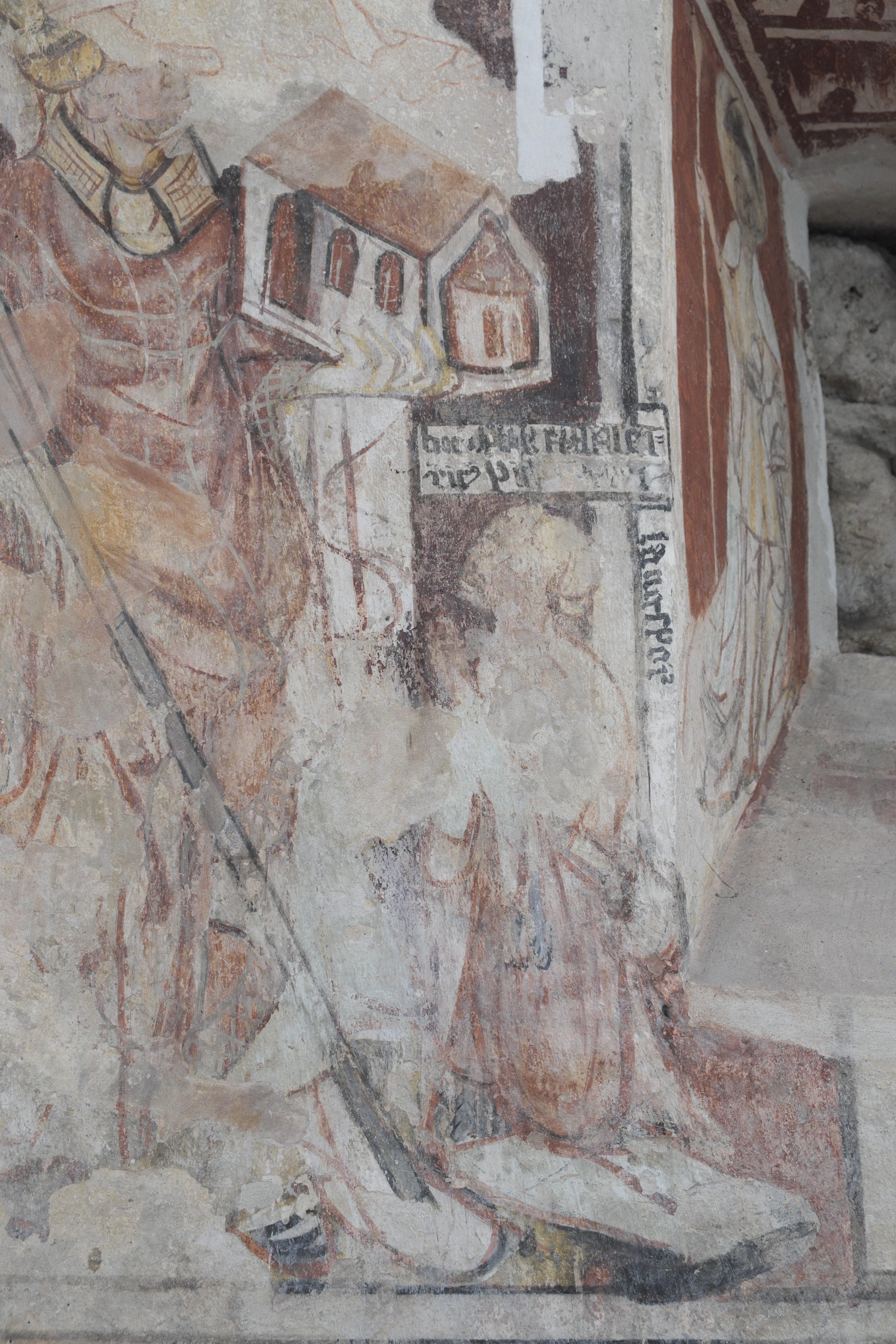
Stifterbild

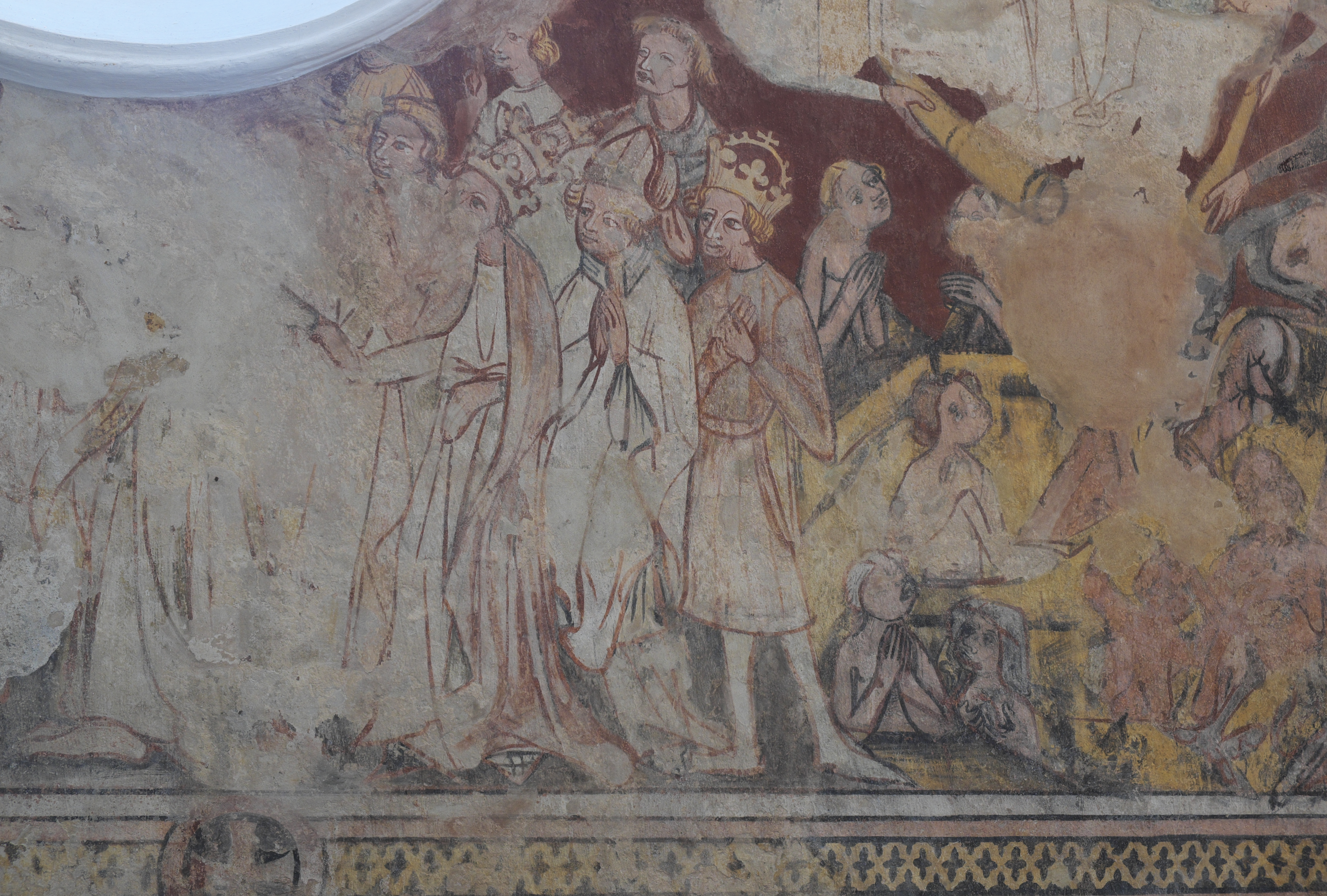
Mittelteil: Die Seligen

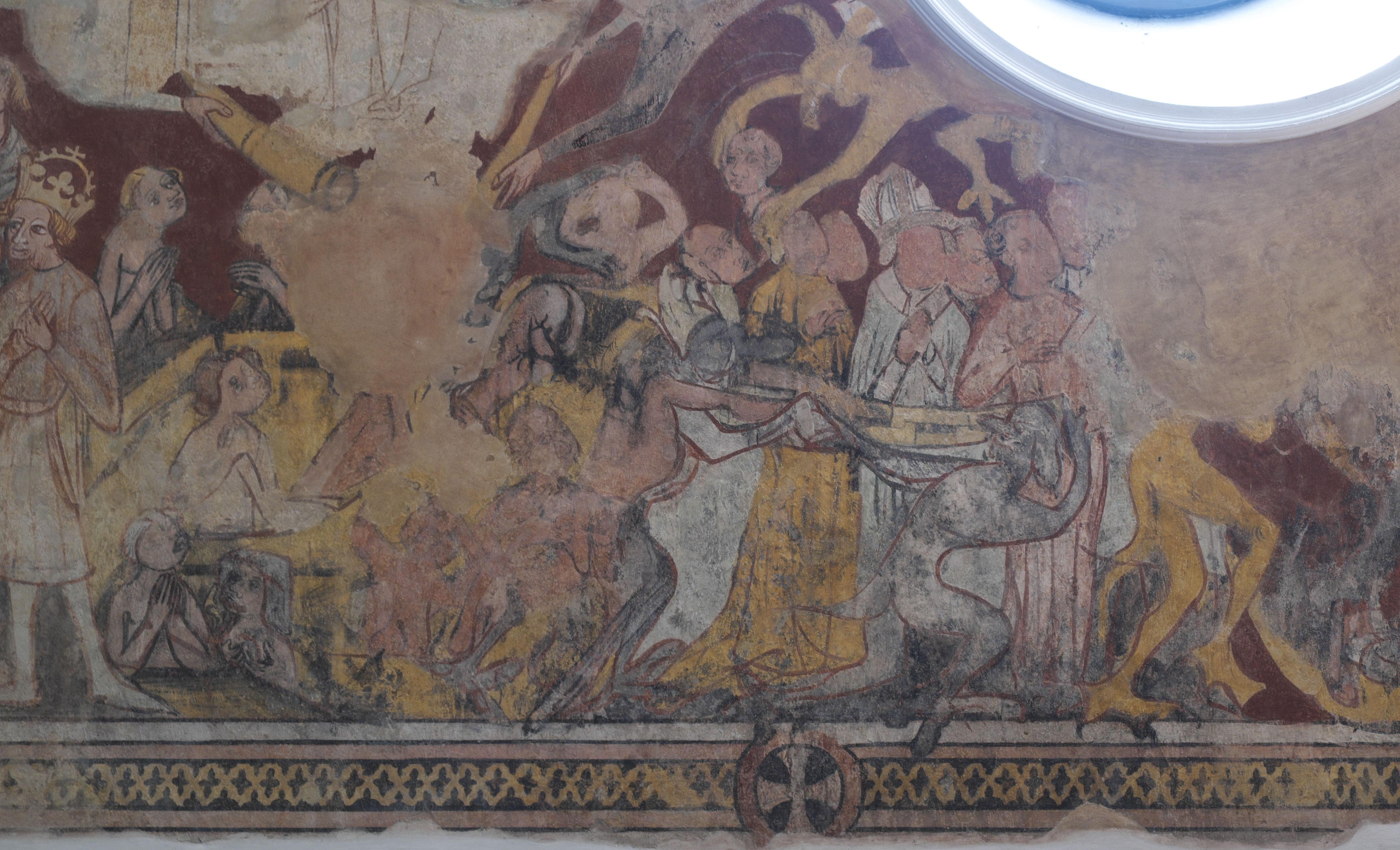
Mittelteil: Die Verdammten

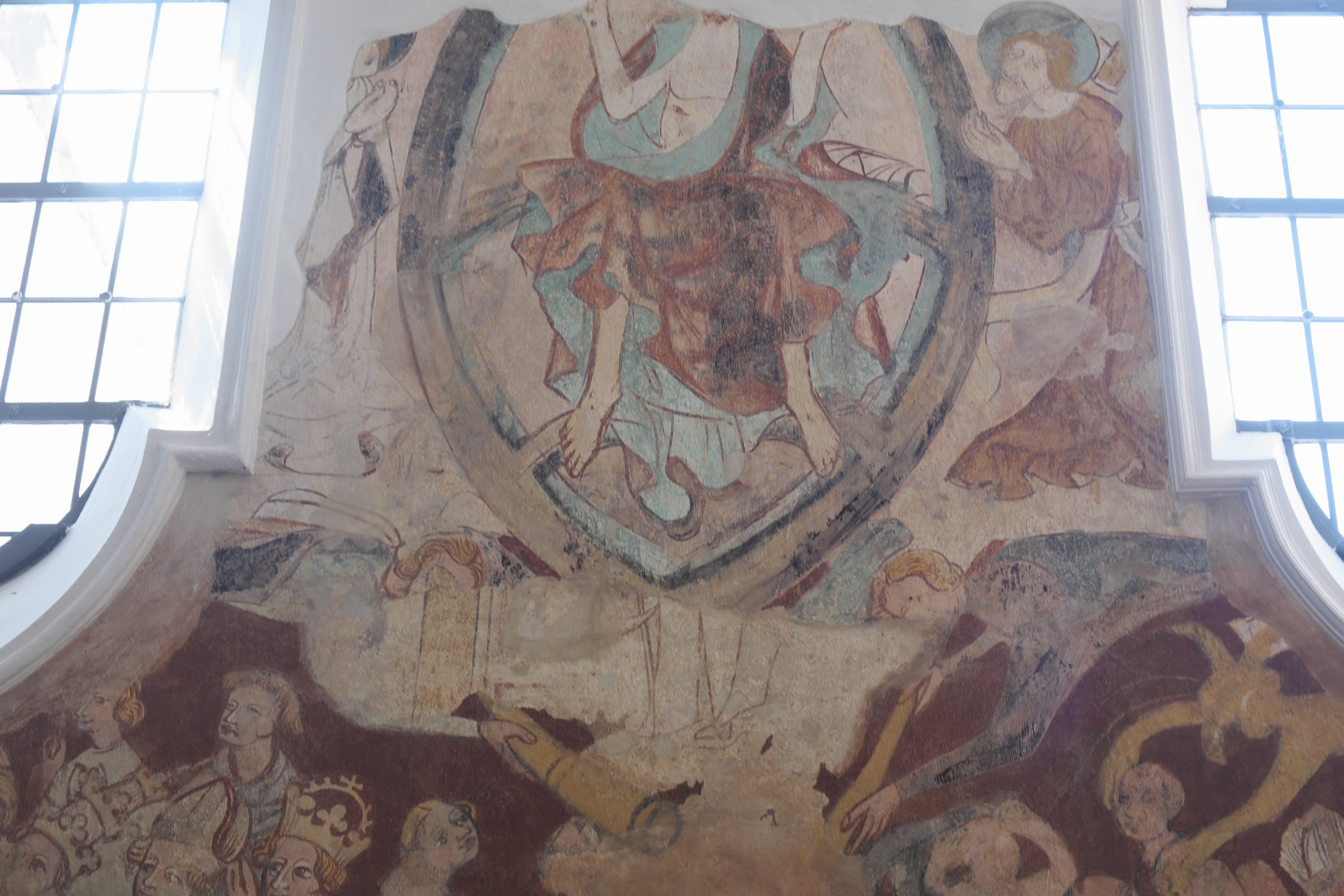
Mittelteil: Christus als Weltenrichter

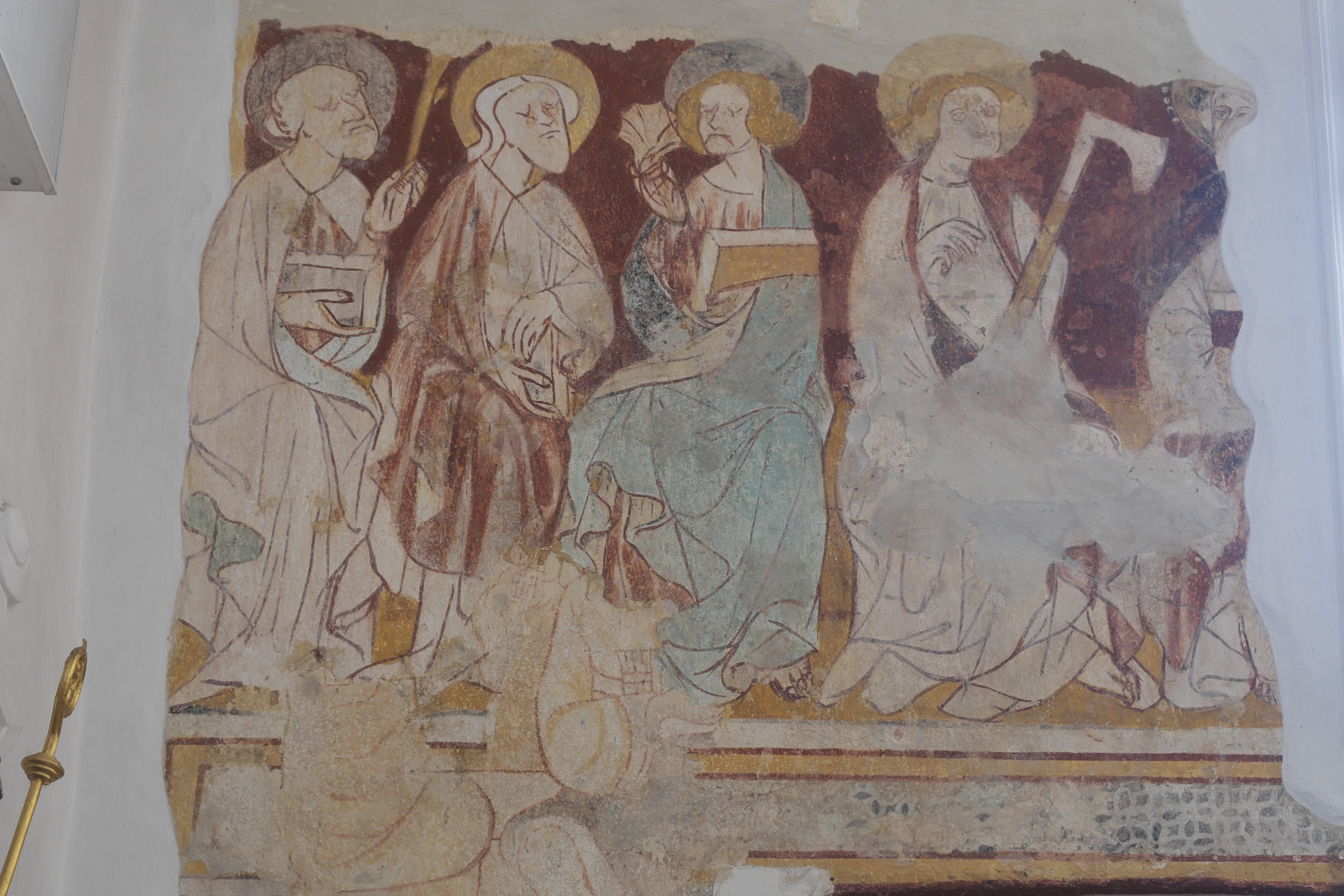
Apostel als Beisitzer

Die katholische Filialkirche St. Johannes Baptist liegt auf einem Hügel am Ortsrand des Meringer Ortsteiles Meringerzell im Landkreis Aichach-Friedberg im bayerischen Regierungsbezirk Schwaben. Das schlichte Gotteshaus ist einer der ältesten Sakralbauten des Augsburger Umlandes, dessen mittelalterliche Ausmalung 1985 teilweise freigelegt werden konnte. Die Johannes dem Täufer geweihte Kirche gehört zu den geschützten Baudenkmälern in Bayern.

## Geschichte
Wahrscheinlich entstand die Kirche um 1010, als Herzog Welf II. den Ort dem Kloster Altomünster übereignete. Möglicherweise lag vorher ein befestigter Hof des Ortsadels „von Cella“ auf dem Hügel. Die Zeller waren sicherlich Dienstmannen der Herren von Mering, die der welfischen Ministerialität angehörten. Das Kloster Altomünster war während der Ungarneinfälle zerstört worden, der Wiederaufbau wurde von den Welfen gefördert. Einige Historiker vermuten hier die sogar die Taufkirche der Pfarrei Mering, die bereits 982 bis 988 errichtet worden sein soll.
Von der hochmittelalterlichen Kirche haben sich noch große Teile erhalten, die eine Datierung um das Jahr 1000 bestätigen. Etwa hundert Jahre später erweiterte man den Gründungsbau um einen nahezu quadratischen östlichen Altarraum.
Um 1400 wurde dieser Altarraum abgebrochen und durch einen größeren, dreiseitig schließenden Polygonalchor ersetzt. Im nördlichen Chorwinkel wurde ein Turm errichtet, dessen Untergeschoss als Sakristei diente. Meringerzell war vermutlich in der ersten Hälfte des 14. Jahrhunderts ein eigenständiger Pfarrsitz (1427 Hainrich der Motz, Pfarrer zu Meringerzell).
Ihrem Rang als Pfarrkirche entsprechend wurde die Kirche aufwändig ausgemalt. Auch das Äußere scheint damals bemalt worden zu sein, wie das Malereifragment über dem Portal nahelegt.
In der Barockzeit gestaltete man den Innenraum um, errichtete den zweigeschossigen Sakristeianbau auf der Südseite und vergrößerte die Fenster.
Im 19. Jahrhundert empfand man diese Barockausstattung als nicht mehr zeitgemäß. Um die Mitte des Jahrhunderts wurde die Kirche in neugotischen Stilformen neu ausgestattet. Der heutige Hochaltar kam 1881 in das Presbyterium.
1954 verlängerte man die Kirche nach Westen und baute die Empore ein. 1960 entfernte man die beiden Seitenaltäre und veränderte das Gestühl nach praktischen Gesichtspunkten.
1982 bis 1985 wurde eine aufwändige Sanierung durchgeführt. Durch die Freilegung der mittelalterlichen Wandmalereien konnte die einstige Bedeutung einer der ältesten erhaltenen Kirchen Bayerisch-Schwabens wieder erlebbar gemacht werden.
Bei der jüngsten Restaurierung 2012 wurde für das Taufbecken und den neuen Volksaltar aus Glas, gegossenem Messing und farbiger LED-Beleuchtung bewusst eine moderne Gestaltung gewählt.

## Beschreibung

### Außenbau
Das Gotteshaus liegt inmitten des Friedhofes auf einer Anhöhe, die von einer verputzten Umfassungsmauer mit Strebepfeilern umlaufen wird. Langhaus und Chor tragen ein gemeinsames, ziegelgedecktes Satteldach. Der Chor ist nur wenig eingezogen. An seiner Nordseite erhebt sich der Turm. Auf dem quadratischen hochmittelalterlichen Sockelgeschoss sitzen zwei Obergeschosse, die im 19. Jahrhundert historisierend verändert und mit einem steilen Pyramidenhelm bekrönt wurden. Die Ecken der Obergeschosse sind abgeschrägt und werden durch Lisenen gerahmt.
An der Südseite ist die zweistöckige Sakristei angebaut.
Das Langhaus verrät seinen romanischen Ursprung durch den Rungbogensims unter dem Dachtrauf, der bei der Kirchenerweiterung nach Westen weitergeführt wurde. Große Barockfenster belichten das Innere. Über dem Portal auf der Südseite ist ein Fragment der ehemaligen Außenbemalung erhalten. Der sitzende Heilige wirkt auf den ersten Blick romanisch, wird aber auf die Zeit um 1430 (nach Dehio wohl 17. Jahrhundert) datiert und entstand damit etwa gleichzeitig mit dem 1985 freigelegten Jüngsten Gericht der Innenwand. Die Datierung wird vor allem von der Ausführung des Heiligenscheins abgeleitet, dessen dunkel hinterlegte Strahlen typisch für diese Epoche sind. Vielleicht wurde hier ein romanisches Wandbild in gotischer Zeit ausgebessert. Auch unter dem Jüngsten Gericht der Innenwand haben sich ältere Fragmente aus dem 13. Jahrhundert erhalten.

### Innenraum
Das rechteckige Langhaus wird von einer einfachen Stuckdecke überspannt. Embleme in kartuschenähnlichen Feldern werden von Bandel- und Laubwerkstuck und schlichten Rahmungen begleitet. Der Stuckdekor wurde um 1720 vermutlich von Matthias Lotter ausgeführt. Die Stuckaturen neben den Nischen der Seitenaltäre wurden erst während der Generalsanierung von 1982/85 hinzugefügt. Auch die Nischen selbst stammen von dieser historisierenden Restaurierung. Als Rest der neugotischen Ausstattung wurde der Hochaltar von 1881 in der Kirche belassen. Das filigrane Retabel wird durch drei Baldachine gegliedert. Im Zentrum steht die Figurengruppe der Taufe Christi durch den Kirchenpatron. Seitlich stehen die Bistumsheiligen Ulrich von Augsburg und die heilige Afra.
Von den ehemaligen Seitenaltären sind nur die beiden Figuren der Madonna und des heiligen Leonhard in der Kirche verblieben und wurden in den Seitenaltarnischen aufgestellt.

### Jüngstes Gericht
Das bedeutendste Kunstwerk der Kirche ist das große gotische Wandbild des Jüngsten Gerichtes, das lange unter einigen Farbschichten verborgen war. Während der Sanierung von 1982/85 konnte der Eglinger Restaurator Norbert Fischer hier eines der wenigen Zeugnisse gotischer Wandmalerei im Umkreis Augsburgs freilegen und konservieren. Die Seccomalereien werden um 1410/20 datiert und erinnern an ältere Augsburger Vorbilder, etwa die 1979 bis 1981 aufgedeckten Darstellungen in der Westkrypta des Augsburger Domes. Sie zeigen auch Einflüsse aus Böhmen und Oberitalien, erinnern jedoch gleichzeitig auch an Werke der Volkskunst.
Es lassen sich zwei Künstlerhände unterscheiden. Offenbar war hier ein älterer Meister mit seinem jungen Gesellen am Werk. Der Meister war noch in der Tradition des ausgehenden 14. Jahrhunderts verhaftet, der Geselle ließ bereits modernere Stilmittel in sein Werk einfließen, scheint aber in maltechnischer Hinsicht noch etwas unsicher gewesen zu sein.
Im linken unteren Eck erkennt man ein Stifterbild. Der Stifter kniet vor dem heiligen Wolfgang von Regensburg. Rechts davon hat sich ein zugesetztes Fenster erhalten, in dessen Laibung ein junger und ein älterer Krieger den Miles christianus, den christlichen Ritter, repräsentieren.
Darüber sitzen Apostel als Beisitzer beim Gericht. Der Zyklus wird anschließend durch eines der großen Barockfenster gestört, unter dem sich ehemals wohl die Darstellung des Himmelstores befand.
Die Mittelszene zeigt oben Christus als Weltenrichter. Darunter entsteigen die Toten als Selige (links) bzw. Verdammte (rechts) ihren Gräbern. Einer der Seligen ist ein Herrscher des damals verbreiteten König-Sigismund-Typs, auch der Papst darf ins Paradies einziehen. Auf der rechten Seite müssen auch ein Bischof und ein reicher junger Mann den Teufeln in die Hölle folgen.
Rechts oben neben einem weiteren Fenster sind wieder drei Apostel als Beisitzer ausgeführt. Die Szenen wurden oben von einem Maßwerkfries mit Fabeltieren abgeschlossen, der sich nur links erhalten hat. Den unteren Abschluss bildet eine Bordüre mit Vierpässen.